# Carex aridula
Espèce
Classification phylogénétique
Carex aridula est une espèce de plantes du genre Carex et de la famille des Cyperaceae.